# Jaderná elektrárna Biblis
Jaderná elektrárna Biblis se nachází poblíž obce Biblis na jihu Hesenska a skládá se ze dvou bloků: A s hrubým výkonem 1200 megawattů a bloku B s hrubým výkonem 1300 megawattů. Oba bloky tvoří tlakovodní reaktory. Provozovatelem této elektrárny je německá společnost RWE Power AG se sídlem v Essenu. Blok A zahájil provoz 16. července 1974 a do komerční služby vstoupil 25. srpna 1974; blok B dosáhl kritického množství 25. března 1976. Oba bloky byly z politických důvodů definitivně odstaveny (Atomausstieg). 
17. prosince 1987 zde došlo k incidentu, kdy zaměstnanci přehlédli otevřený uzavírací ventil. Výsledkem bylo, že radioaktivní primární chladivo uniklo z kontejnmentu. Incident se na veřejnost dostal až po roce prostřednictvím článku v americkém časopise Nucleonics Week. Provozovatel to včas oznámil úřadům, ty však tiskovou zprávu nezveřejnily. Poté, co incident vešel ve známost, pokáral spolkový ministr životního prostředí informační politiku provozovatele RWE a tisíce lidí demonstrovaly za odstavení elektrárny. Incident byl následně v mezinárodní stupnici jaderných událostí (INES) klasifikován jako stupeň 1.
Žádné další události na stupnici INES vyšší než 0 zde zaznamenány nebyly.